# Luisa Zappa
Luisa Zappa Branduardi (* 1952) ist eine italienische Songschreiberin. 
Luisa Zappa Branduardi ist mit Angelo Branduardi verheiratet und schrieb die meisten seiner Liedtexte, u. a. La pulce d’acqua (dt. „Der Wasserfloh“) oder Cogli la prima mela (dt. „Pflück den ersten Apfel“). Außerdem malte sie einige Bilder (u. a. Cover von Cercando L'oro).
Luisa Zappa Branduardi lernte Angelo Branduardi Anfang der 1970er Jahre kennen, während sie Englische Literatur an der Universität Mailand studierte. Das Paar heiratete 1975 und hat zwei Töchter, Sarah (* 1976) und Maddalena (* 1981). 